# Challenger de Nueva Delhi
El Delhi Open es un torneo profesional de tenis. Pertenece al ATP Challenger Tour. Se juega desde el año 2014 sobre pistas duras bajo al aire libre, en Nueva Delhi, India.
Después de siete años sin que se celebrara el torneo regreso en 2024.

## Palmarés

### Individuales
| Año  | Campeón              | Finalista            | Resultado     |
| ---- | -------------------- | -------------------- | ------------- |
| 2014 | Somdev Devvarman     | Aleksandr Nedovyesov | 6–3, 6–1      |
| 2015 | Somdev Devvarman     | Yuki Bhambri         | 3–6, 6–4, 6–0 |
| 2016 | Stéphane Robert      | Saketh Myneni        | 6–3, 6–0      |
| 2017 | No celebrado         | No celebrado         | No celebrado  |
| 2018 | No celebrado         | No celebrado         | No celebrado  |
| 2019 | No celebrado         | No celebrado         | No celebrado  |
| 2020 | No celebrado         | No celebrado         | No celebrado  |
| 2021 | No celebrado         | No celebrado         | No celebrado  |
| 2022 | No celebrado         | No celebrado         | No celebrado  |
| 2023 | No celebrado         | No celebrado         | No celebrado  |
| 2024 | Geoffrey Blancaneaux | Coleman Wong         | 6–4, 6–2      |
| 2025 | Kyrian Jacquet       | Billy Harris         | 6–4, 6–2      |

### Dobles
| Año  | Campeones                            | Finalistas                                 | Resultado         |
| ---- | ------------------------------------ | ------------------------------------------ | ----------------- |
| 2014 | Saketh Myneni Sanam Singh            | Sanchai Ratiwatana Sonchat Ratiwatana      | 7–65, 6–4         |
| 2015 | Egor Gerasimov Alexander Kudryavtsev | Riccardo Ghedin Toshihide Matsui           | 6–75, 6–4, [10–6] |
| 2016 | Yuki Bhambri Mahesh Bhupathi         | Saketh Myneni Sanam Singh                  | 6–3, 4–6, [10–5]  |
| 2017 | No celebrado                         | No celebrado                               | No celebrado      |
| 2018 | No celebrado                         | No celebrado                               | No celebrado      |
| 2019 | No celebrado                         | No celebrado                               | No celebrado      |
| 2020 | No celebrado                         | No celebrado                               | No celebrado      |
| 2021 | No celebrado                         | No celebrado                               | No celebrado      |
| 2022 | No celebrado                         | No celebrado                               | No celebrado      |
| 2023 | No celebrado                         | No celebrado                               | No celebrado      |
| 2024 | Piotr Matuszewski Matthew Romios     | Jakob Schnaitter Mark Wallner              | 6–4, 6–4          |
| 2025 | Masamichi Imamura Rio Noguchi        | Niki Kaliyanda Poonacha Courtney John Lock | 6–4, 6–3          |